# Cuatro tigres asiáticos
Se entiende por los cuatro tigres asiáticos (también conocidos como cuatro dragones asiáticos, cuatro pequeños dragones o cuatro leones asiáticos) a las economías de Taiwán, Corea del Sur, Singapur y Hong Kong. Entre principios de los años sesenta y noventa, experimentaron una rápida industrialización y mantuvieron tasas de crecimiento excepcionalmente altas de más del 7 por ciento anual.

## Características
Entre 1945 y 1990, en el contexto de la Guerra Fría, se les comenzó a ver como potencias. Las principales economías que se han desarrollado tan vertiginosamente —Corea del Sur, Hong Kong, Singapur y Taiwán— demostraron un crecimiento en calidad, cantidad y bajo precio en sus productos alcanzando mercados internacionales. Tradicionalmente, la economía de Corea del Sur se basaba en la agricultura; sin embargo, desde comienzos de la década de 1960 se ha llevado a cabo una industrialización extraordinariamente rápida.
Los planes quinquenales económicos que comenzaron en 1962 se han concentrado en el desarrollo industrial fueron importantes para el crecimiento económico del país. A mediados de 2010, apuntaron a los avances tecnológicos y a políticas sustitutivas de importación, orientándose luego a las exportaciones. 
Parte del éxito de estos países, se ha basado en:
- La abundancia de mano de obra.
- La creación de las zonas francas portuarias, donde las empresas están exentas de impuestos, de aranceles aduaneros y se les ofrece una legislación especial en materia laboral (como, por ejemplo, limitación de derechos sindicales), además de mejoras de infraestructura a cargo del Estado.,[4]

Estos factores han contribuido a la deslocalización de muchas empresas e industrias, concentradas en países desarrollados, que necesitaban mano de obra barata por lo que han trasladado sus sedes a estos lugares.
En poco tiempo, los países del sudeste asiático pasaron a ser países de gran crecimiento, ya que al atraer empresas se creó un aumento en la oferta laboral. Al haber mayor necesidad de trabajadores, estos obtuvieron una ventaja en la demanda, lo cual llevó a un aumento de salarios, y una mejora en el bienestar social que se sigue viendo hoy en día.
Este avance tuvo efectos en cada uno de los países. En Corea, existe un fuerte proteccionismo al sector industrial respecto de la competencia extranjera e incluso al ingreso de capitales. En Hong Kong (antigua colonia británica, ahora perteneciente a China). En Singapur, las multinacionales ocupan un lugar fundamental que no se da en el resto de la región. En Taiwán, las industrias mecánicas y petroquímicas consideradas estratégicas pertenecen a empresas públicas, controlando que las importaciones no sean mayores que las exportaciones.
Debido a la limitación de tierras y recursos naturales, el crecimiento general no podía apoyarse en la exportación de productos primarios, constituyendo la industria el sector clave de las economías de estos países tanto en las importaciones como en las exportaciones. 
Se ha sostenido que estos países constituyen un modelo de desarrollo exitoso para los países pobres. Esta idea ha sido criticada por quienes sostienen que el crecimiento de los «cuatro tigres» se debió a la estrategia de contención adoptada por Estados Unidos en la Guerra Fría. Según esta hipótesis alternativa, los Estados Unidos habrían permitido y estimulado el desarrollo de los «cuatro tigres» con fuerte inversión monetaria, como un medio propagandístico para mostrar el éxito del capitalismo en contraste con otros países de la región dominados por el comunismo, en tanto que, a otros países del tercer mundo donde esa estrategia no era necesaria, Estados Unidos les habría impedido alcanzar ese nivel de desarrollo.

## Siglo XXI
En el siglo XXI, ya recobrados de la crisis financiera de 1997, los productos manufacturados en estos países se han posicionado firmemente en el mercado internacional aunque la atención ha ido cambiando de puesto cada vez más a otras economías asiáticas que experimentan una transformación económica.

## Diferencias
Las diferencias dominantes incluyen niveles iniciales de la educación y del acceso a los mercados mundiales (en términos de infraestructura de transporte y tener acceso a costas y ríos navegables, los cuales son esenciales).

## Los «Tigres Menores»
Más adelante, comienzan a desarrollarse otros países del sudeste asiático, los llamados «tigres de segunda generación» o «pequeños dragones». Iniciaron más tardíamente su camino a la industrialización pero tomaron a los nuevos países industrializados como modelo. Ellos son Malasia, Indonesia, Tailandia (de los cuales se afirma que fueron “inventos” de Japón por el volumen de sus inversiones) y Filipinas. Forman parte, junto con Singapur y Vietnam, de la Asociación de Naciones del Sudeste Asiático (ASEAN). 
Gran parte de los productos electrónicos japoneses son montados en alguno de estos países. En todos ellos se manufacturan tecnologías punteras e innovadoras. Si en un principio fueron los productos textiles, plásticos y juguetes los que más se exportaban, ahora son los referentes a la industria electrónica y a la tecnología de la información.
Malasia fue el país que tuvo un crecimiento más rápido. El nivel de pobreza se redujo considerablemente, al igual que las diferencias de ingreso por pertenencia étnica. Indonesia y Tailandia mejoraron la producción industrial, la agrícola, así como los ingresos provenientes del turismo. En algunos de los “pequeños dragones’ hay importantes conflictos sociales asociados al tinte autoritario de sus gobiernos y a las malas condiciones laborales, como también a conflictos étnicos. Estos aspectos son la otra cara de la moneda del éxito económico. 
Malasia transformó su economía en treinta años. Cambió las riquezas naturales por la fabricación de chips y por modernos y fabulosos edificios de Kuala Lumpur, su capital. A pesar de contar con interesante reservas de petróleo, gas y abundantes recursos forestales (madera dura) más de dos tercios de sus exportaciones son productos terminados, como automóviles, electrónicos, telas y alimentos. 
En Indonesia, la agricultura sigue siendo el primer sector en términos de ocupación: arroz, coco, copra, aceite de palma, cacao, café y caucho natural. Es además el mayor exportador de madera y productos de madera del Sudeste Asiático. Es rica en recursos minerales y energéticos ya que dispone de grandes reservas de hidrocarburos y carbón, lo que le sitúa como el mayor productor mundial de gas natural. También es uno de los mayores productores mundiales de estaño, cobre, bauxita, hierro, oro y plata. El sector manufacturero, en continua expansión y diversificación, se ha convertido en el más dinámico de la economía, ayudado por el turismo, que también ha crecido de forma notable en la primera década del siglo XXI, especialmente en el entorno de Bali.
La economía de Tailandia basada tradicionalmente en exportaciones de productos agrícolas, se fue transformando en una de las más diversificadas del sudeste asiático. En la década de los 70 la activa promoción para atraer inversiones extranjeras creó un sector industrial basado en sustitución de nada de 
importaciones, mientras que las exportaciones se orientaron hacia el sector manufacturero, basado en mano de obra intensiva tales como textiles y vestimenta. Tras la crisis de los noventa y en la actualidad Tailandia experimenta un rápido crecimiento en bienes de alta tecnología tales como accesorios para informática y automóviles, apoyado todo ello por un importante crecimiento el turismo -que encontramos de varios tipos: de ocio, médico (también llamado de bisturí) y otro no tan positivo, que es el sexual.
El caso de Filipinas es algo distinto, puesto que su desarrollo económico es bastante mediocre comparado con el resto de países que hemos visto. Esto se debe a la inestabilidad que sufrió desde sus inicios como república independiente y a la dictadura de Ferdinand Marcos, que solo se preocupó por la autocracia en sí mismo, en vez de alentar el desarrollo económico, además, después de la dictadura, Filipinas sigue sufriendo por la delincuencia organizada y por la corrupción política.